# Genie Music
Genie Music (hay GENIE MUSIC, Hangul: 지니뮤직), một công ty con thuộc KT Corporation, Hàn Quốc, chuyên về sản xuất và phân phối các nội dung âm nhạc.

## Lịch sử
Được thành lập vào năm 1991 từ bộ phận nội dung âm nhạc của Blue Cord Technology và Muzcast (nay là Olleh Music). Bộ phận này đã tăng cường sức ảnh hưởng của mình bằng việc mua lại Doremi Media (một trong những nhà xuất bản nội dung âm nhạc lớn của Hàn Quốc) vào năm 2000
Vào năm 2007, Blue Cord đã bán bộ phận này cho KT Freetel, và được thành lập công ty riêng mang tên KTF Music. Vào năm 2009, công ty đã đổi tên thành KT Music sau thương vụ sáp nhập giữa KTF và KT Corporation.
KT Music đã mua lại KMP Holdings vào năm 2012.
Sau khi nhận được khoảng đầu tư từ LG Uplus, công ty đã đổi tên thành Genie Music vào tháng 3 năm 2017.

## Tài sản
- Olleh Music Lưu trữ ngày 25 tháng 7 năm 2016 tại archive.today (dịch vụ nghe nhạc trực tuyến, trước đây có tên gọi là Muzcast và Dosirak (Lunchbox))
- Genie (dịch vụ nghe nhạc trực tuyến)
- Shop&Genie Lưu trữ ngày 24 tháng 11 năm 2015 tại Wayback Machine (cổng mua sắm điện tử)